# Snor
Snor eller nasalt mucus är det slem (mucus) som bildas av slemhinnorna i näsan. Slem bildas även av ackumulerad extracellulär vätska, vilken ökar i omfattning vid ett inflammationssvar. Under en dag kan det bildas upp emot ett par deciliter slem. 
Slemmet transporteras bakåt i näsan och ned i svalget av cilieprydda celler i slemhinnan. Luften som inandas innehåller en mängd damm och andra partiklar vilka delvis fastnar i snoret och därmed fungerar snoret som ett luftfilter som skonar lungorna. Detta syns tydligt då man vistas i förorenad luft då snoret får en gråsvart färg. Då näsa och svalg, nasofarynx, är tillhåll för en mängd bakterier och virus är snoret en smittväg för fortplantning av infektioner såsom lunginflammation orsakad som komplikation av en rinit. 
Färgen på slemmet beror på dess innehåll. Ju fler celler (vita blodkroppar) slemmet innehåller desto mer trögflytande och färgat (gult - grönt) är det. Vid infektioner ökar mängden celler i snoret. Snor kan normalt också innehålla mindre mängder blod, eftersom blodkärlen i näsans slemhinnor är ytliga och kan brista vid påfrestning. Om sekretet i näsan innehåller övervägande blod har en näsblödning uppstått. 
Vid olika sjukdomar, exempelvis förkylning, kan slemhinnorna bli inflammerade och vätskefyllda (akut rinit), varvid mängden snor ökar markant. Den vanligtvis gulaktiga färgen beror på vita blodkroppar, med viss inblandning av röda sådana.

## Mucofagi
Mucofagi är en medicinsk term för att konsumera snor. Det är i allmänhet inte ett socialt accepterat beteende, men är ganska vanligt hos små barn vilket kan bero på att de inte lärt sig snyta sig så bra och inte lärt sig att det inte är socialt accepterat.